# Saiga
Saiga là một chi động vật có vú trong họ Bovidae, bộ Artiodactyla. Chi này được Gray miêu tả năm 1843. Loài điển hình của chi này là Capra tatarica Linnaeus, 1766.

## Các loài
Chi này gồm các loài:

## Hình ảnh

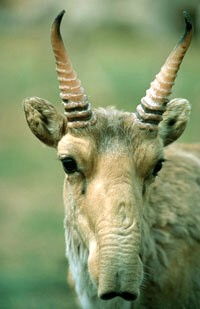
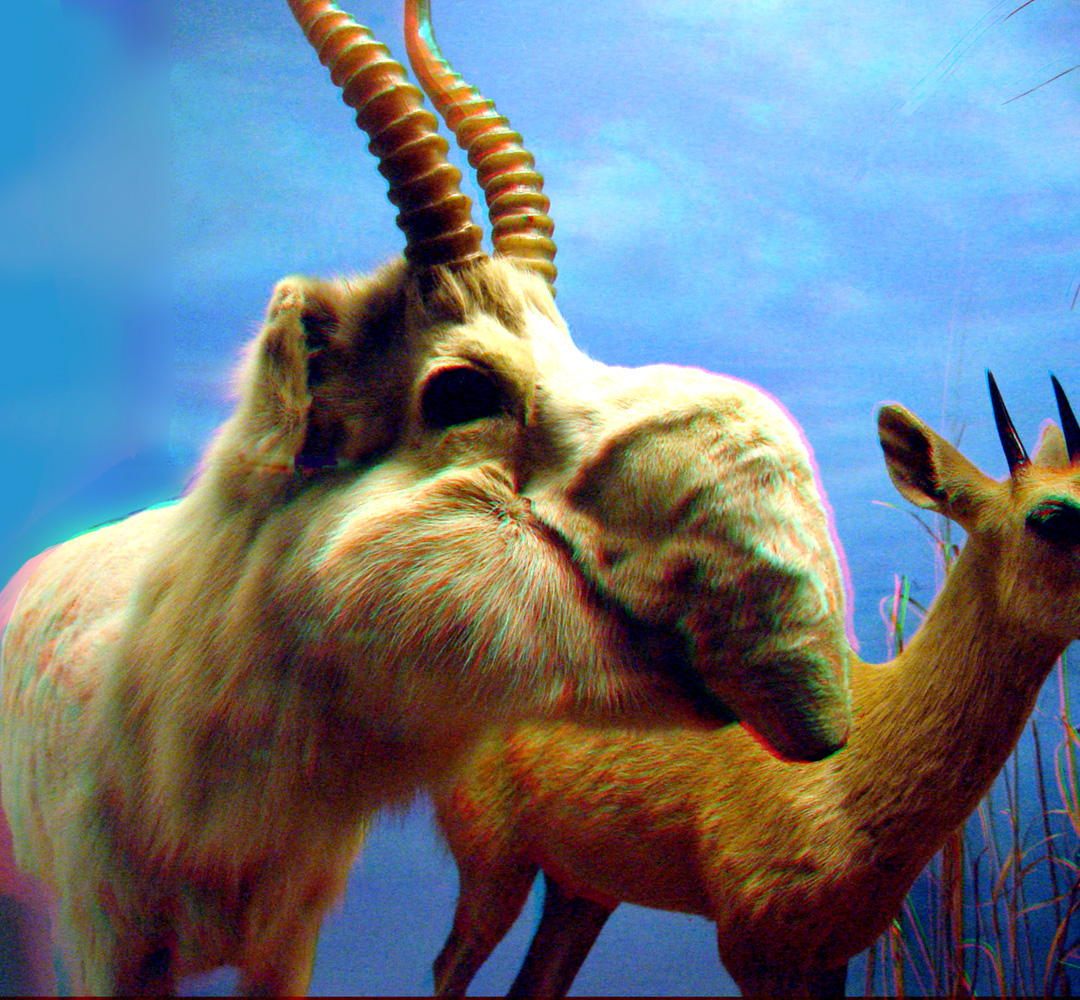
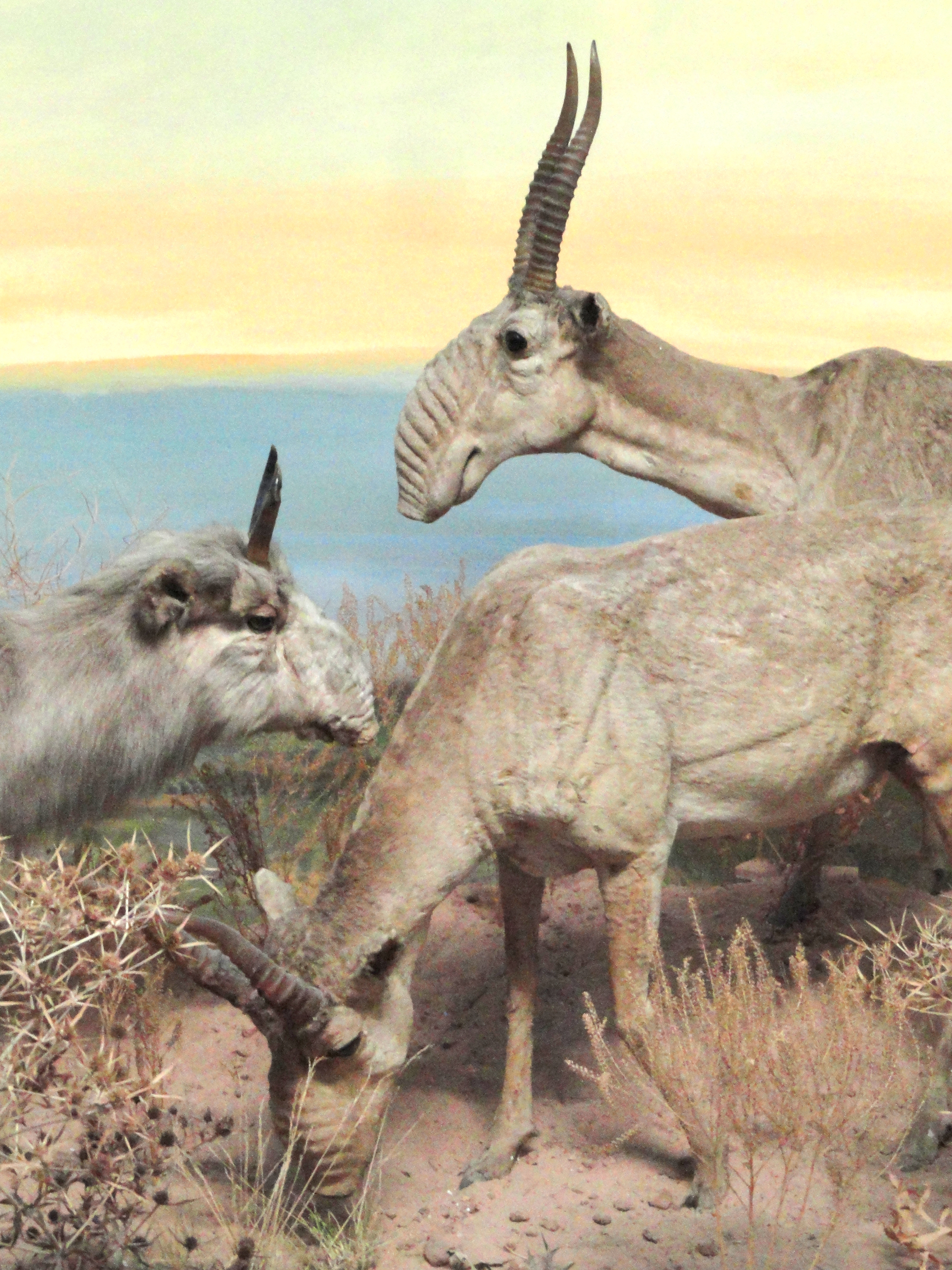

- Tập tin:MSU V2P1a - Saiga tatarica carcass.png